# Bartsia flava
Bartsia flava är en snyltrotsväxtart. Bartsia flava ingår i släktet svarthösläktet, och familjen snyltrotsväxter.

## Underarter
Arten delas in i följande underarter:
- B. f. flava
- B. f. minor